# 6316 Méndez
6316 Méndez eller 1990 TL6 är en asteroid i huvudbältet som upptäcktes den 9 oktober 1990 av den australiensiske astronomen Robert H. McNaught vid Siding Spring-observatoriet. Den är uppkallad efter Mariano Méndez.
Den tillhör asteroidgruppen Flora.